# Ranitomeya vanzolinii
Ranitomeya vanzolinii é uma espécie de anfíbio da família Dendrobatidae.
Ocorre no Brasil, no estado do Acre e possivelmente no Amazonas, e no Peru, nos departamentos de Cusco, Pasco e Ucayali. Possivelmente também ocorre na Bolívia.
Os seus habitats naturais são: florestas subtropicais ou tropicais húmidas de baixa altitude.